# Leuchtturm Jarosławiec
Der Leuchtturm Jarosławiec (dt. Jershöft) befindet sich im Fischerdorf und Seebad an der Ostsee in Hinterpommern. Es liegt heute in der polnischen Woiwodschaft Westpommern und gehört zur Landgemeinde Postomino (Pustamin) im Kreis Sławno (Schlawe). Der Ort entwickelte sich in den 1860er Jahren zum preußischen Ostseebad.
Benachbarte Leuchttürme stehen in Darłowko (Rügenwaldermünde) und in Ustka (Stolpmünde).

## Der Leuchtturm

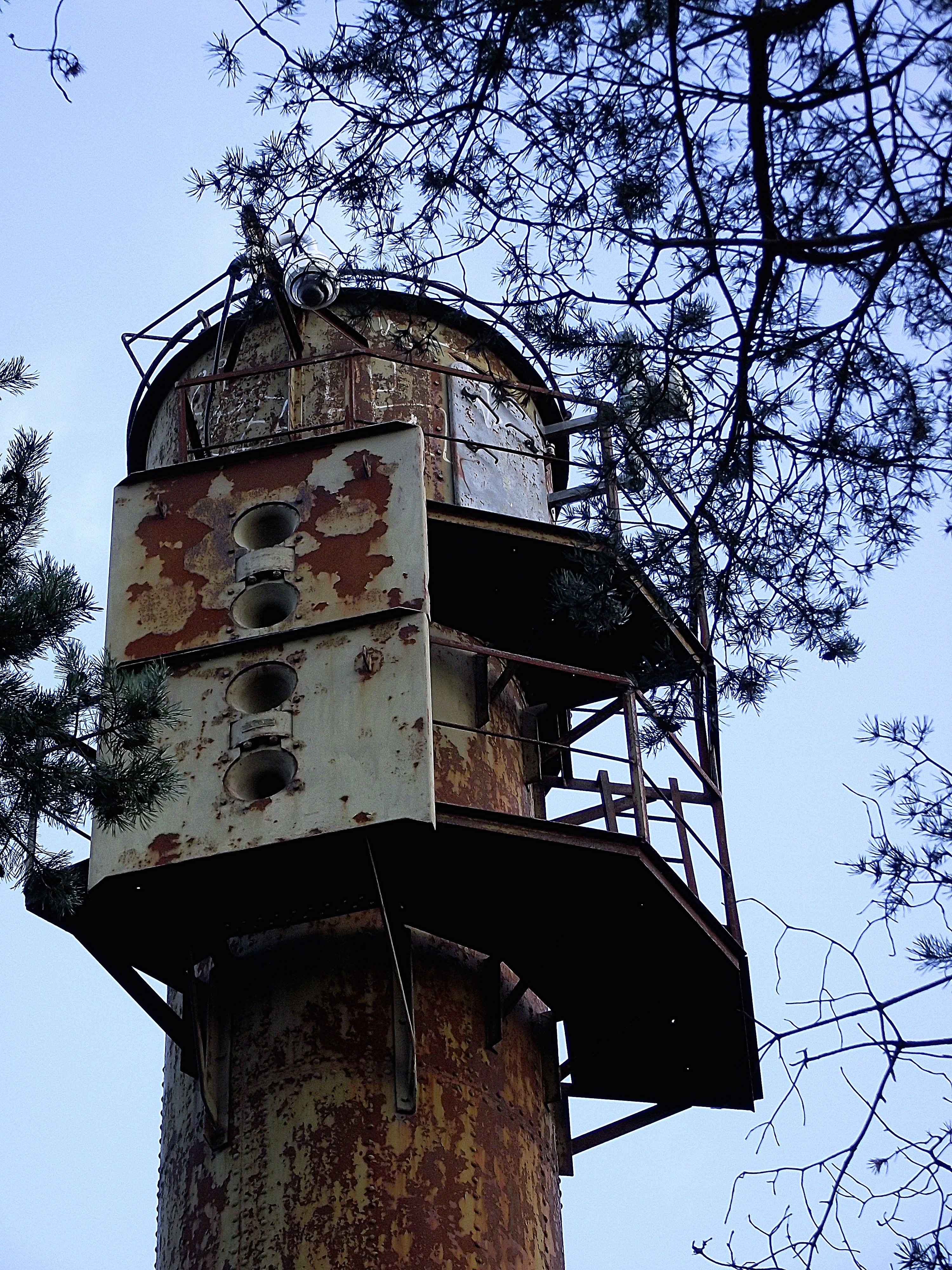
Das alte Nebelhorn, 2014

Das Wahrzeichen des Ortes ist der 33,3 Meter hohe Leuchtturm (Latarnia Morska), früher dazugehörig auch die – inzwischen abgetragene – Windmühle. Mit seinem 42 Kilometer weit reichendem Blinkfeuer ist er mit der stärkste Leuchtturm der Ostseeküste, mit Nebelhorn und Maschinengebäuden, mit Feuerwehr und Rettungsstation (bis 1945 hatten die Einwohner, die Pferdebesitzer waren, die Tiere der Rettungsstation der Deutschen Gesellschaft zur Rettung Schiffbrüchiger zur Beförderung des Rettungsbootes zur Verfügung zu stellen).

## Geschichte
Erstmals wird ein Leuchtzeichen (Fackel) bei Jershöft im Jahre 1818 erwähnt. Der erste Leuchtturm wurde 1829–1830 errichtet und war am Standort zu niedrig. Der jetzige Turm wurde in der Ortsmitte mit Nebengebäuden (Leuchtturmwärter) nach neuem Entwurf 1835 begonnen, konnte erst 1838 in Betrieb gehen. 1878 erfolgte die erste Modernisierung der Lichtquelle durch Fresnel-Linsen anstelle der Argand-Lampen und seit 1912 wird der Leuchtturm elektrisch versorgt.
Während des Zweiten Weltkrieges wurde der Turm stark beschädigt und es dauerte mehrere Jahre, bis er wieder repariert war. 1996 wurde er umfangreich restauriert und zu touristischen Zwecken für die Öffentlichkeit zugängig gemacht. Von der umlaufenden Galerie des Leuchtturms aus hat man einen hervorragenden Blick auf die Ostsee und zwei Strandseen, der Vietzker See (Jezioro Wicko) liegt westlich in ca. 800–1000 m und der Vitter See (Jezioro Kopan) östlich in ca. 4 km Entfernung. Der Leuchtturm befindet sich in der Mitte der Ortschaft und ist problemlos zu finden.
Das abgesetzte Nebelhorn auf der Position 54° 32′ 36,4″ N, 16° 32′ 51,4″ O existiert nur noch als Relikt der Vergangenheit.
Seit dem 1. April 2020 ist für den Betrieb das Seeamt in Szczecin zuständig, zuvor war es das Seeamt in Słupsk (poln. Urząd Morski w Słupsku).

## Sonstiges
Der Leuchtturm (Jershöft, Pommern) – Karl Schmidt-Rottluff, er gilt als ein Klassiker der Moderne und als einer der wichtigsten Vertreter des Expressionismus.

## Philatelistische Würdigung
Im Jahr 2013 gab die polnische Post den dritten Briefmarkenblock einer neuen Serie mit Leuchttürmen der polnischen Küste heraus. Eine der vier Briefmarken zeigt den Leuchtturm Jarosławiec, Wert 2,35 zł.